# Pelexia gutturosa
Pelexia gutturosa es una especie de orquídea de hábito terrestre originaria de América. 

## Descripción
Es una especie de orquídea de un tamaño medio. Tiene hábitos terrestres.

## Distribución y hábitat
Se encuentra  en México y Guatemala.

## Sinonimia
- Spiranthes gutturosa Rchb.f., Beitr. Orchid.-K. C. Amer.: 67 (1866).
- Gyrostachys gutturosa (Rchb.f.) Kuntze, Revis. Gen. Pl. 2: 664 (1891).
- Sarcoglottis gutturosa (Rchb.f.) Ames in J.D.Smith, Enum. Pl. Guatem. 7: 49 (1905).[2]